# Antonio Durán
Antonio Durán Robles – kubański zapaśnik startujący w stylu klasycznym. Srebrny medalista mistrzostw panamerykańskich w 2019 roku.